# Сатибарзан
Сатибарзан (*Šyātibr̥zaⁿs, др.-греч. Σατιβαρζάνης; IV век до н. э.) — сатрап Арии (области на северо-востоке современного Ирана) в период вторжения Александра Македонского в империю Ахеменидов.
Сатибарзан принадлежал к местной аристократии. Участвовал в битве при Гавгамелах 331 года до н. э. После поражения он бежал с поля боя вместе с другими военачальниками, однако затем Александр Македонский подтвердил за Сатибарзаном должность сатрапа. Вскоре после этого Сатибарзан восстал, что заставило Александра отложить кампанию по завоеванию Бактрии. В начале 329 года до н. э. Сатибарзан погиб от руки Эригия во время поединка, который должен был решить результат сражения между ариями и македонянами.

## Биография

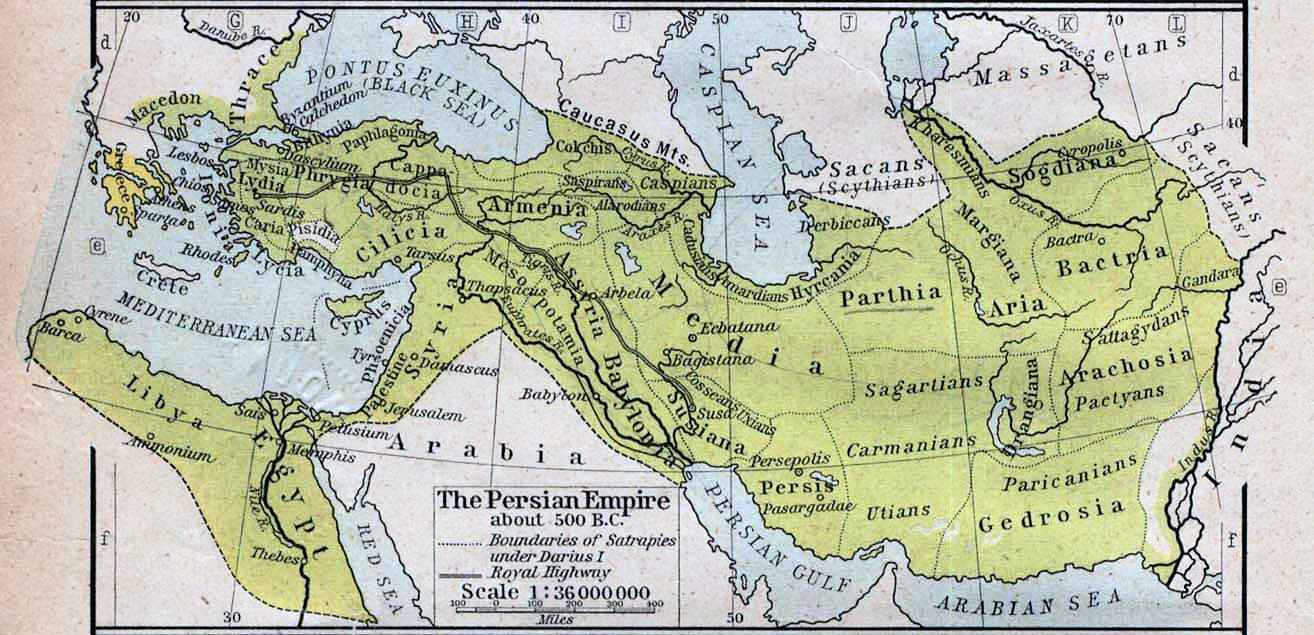
Карта деления империи Ахеменидов на сатрапии. Ария расположена на востоке между Парфией и Бактрией

Сатибарзан принадлежал к аристократии империи Ахеменидов. По национальности, предположительно, был персом. При Дарии III он в качестве сатрапа управлял Арией, областью на территории северо-востока современного Ирана. Со своими отрядами он присоединился к персидской армии незадолго до битвы при Гавгамелах в 331 году до н. э. Во время сражения он вместе со своим войском находился на левом фланге, который противостоял непосредственно Александру Македонскому. После поражения персидские военачальники бежали на восток. Сатибарзан мог быть участником заговора Бесса по свержению Дария III. Арриан писал, что сатрап Арии Сатибарзан вместе с Барсаентом, наместником Арахозии и Дрангианы, был непосредственным убийцей Дария III. Возможно, в данном фрагменте античный автор путает Сатибарзана с Набарзаном. А. А. Клейменов отмечает, что данная информация, первоисточником которой являются мемуары Птолемея, не находит отображения в других античных источниках. Также, она не согласуется с последующими событиями.
Когда Александр Македонский с войском вторгся на территорию Арии, Сатибарзан сдался ему в Сусии. Согласно Квинту Курцию Руфу, Сатибарзан рассказал Александру о подготовке Бесса к войне, принятии им царского титула и тронного имени «Артаксеркса». Арриан писал, что македонский царь сохранил за Сатибарзаном должность сатрапа Арии, однако приставил к нему одного из «друзей» Анаксиппа с «40 всадниками-дротометателями, чтобы поставить по селениям сторожевые посты во избежание обид, которые могло причинить ариям войско, проходящее мимо». Основной задачей Анаксиппа, по мнению большинства современных историков, было наблюдение за ситуацией в завоёванной провинции.
Вскоре после ухода Александра в Бактрию Сатибарзан организовал мятеж, в ходе которого оставленные в провинции македоняне был перебиты. Силы восставших сосредоточились в столице Арии Артакоане. Оттуда они намеревались идти на соединение с Бессом. Арриан писал, что Александр, узнав об этом, вместе с гетайрами, лучниками, агрианами и пехотой под началом Аминты и Кена спешно двинулся против мятежного сатрапа, оставив остальное войско под командованием Кратера. После известия об этом Сатибарзан бежал к Бессу, а Артакоана была захвачена македонянами. Александр жестоко покарал тех, кто участвовал в восстании. Сатрапом Арии он назначил Арсака. Диодор Сицилийский и Квинт Курций Руф передают несколько другую последовательность событий. В его изложении Сатибарзан с двумя тысячами всадников бежал к Бессу, приказав местным жителям укрыться на неприступной горе. Однако Александр с присущей ему энергией начал осаду и заставил, согласно Диодору Сицилийскому, повстанцев сдаться. Согласно Квинту Курцию Руфу, македоняне не могли взять скалу штурмом. Однако им помог природный фактор. Македоняне подготовили много древесины для постройки осадных сооружений. Когда поднялся ветер, который дул в сторону осаждённых, вспыхнул пожар. Клубы дыма и искры ветер относил в сторону горы. Александр приказал не только не тушить, но и поддерживать костёр. Вскоре на горе начался пожар и арии погибли: кто от огня, кто прыгая со скалы вниз, кто от руки македонян во время бегства. После этого Александр в течение месяца занял всю Арию.
Однако вскоре Сатибарзан вернулся в Арию с 2000 всадников и поднял восстание. Против мятежников Александр направил войско. Античные авторы приводят различные имена командиров, которым предстояло подавить восстание Сатибарзана. Арриан называет Эригия, Карана, Артабаза и Фратаферна; Квинт Курций Руф — Эригия, Карана, Артабаза и Андроника; Диодор Сицилийский — Эригия и Стасанора. Общее командование было возложено на Эригия, входившего в число ближайших друзей и соратников Александра Македонского. А. А. Клейменов предположил, что конница ариев избегала прямого столкновения с хорошо обученной македонской пехотой. Конные лучники и метатели копей и дротиков устраивали кратковременные атаки с последующим отходом на прежние позиции. С наличием таких же отрядов у македонян противостояние могло быть чрезвычайно долгим. Тогда Сатибарзан с открытым шлемом выехал вперёд и предложил любому из македонских военачальников сразиться с ним в единоборстве. Данная практика, когда результат сражения определялся поединком между двумя воинами, была принята среди персидской знати. Вызов принял Эригий, и Сатибарзан был убит ударом копья в шею. После этого отчаянно сражавшиеся восставшие ариане признали своё поражение. Квинт Курций Руф писал, что Эригий привёз Александру в качестве трофея голову Сатибарзана. По другой версии, во время битвы погибли оба военачальника. Й. Лендеринг датировал событие весной 329 года до н. э.

## Оценки
Диодор Сицилийский назвал Сатибарзана опытным военачальником и мужественным человеком. Ф. Шахермайр видел в Сатибарзане одного из предводителей повстанцев и борцов за свободу со стороны покорённых македонянами восточных народов, «настоящим рыцарем, всегда готовым к смелым решениям». Г. Берве назвал Сатибарзана одним из национальных лидеров, которые сплотились вокруг Бесса для сопротивления македонскому вторжению. Одновременно, Ф. Шахермайр назвал Сатибарзана «вероломным» при описании истории с убийством Анаксиппа.
Г. А. Кошеленко и В. А. Гаибов отмечали то серьёзное сопротивление македонянам, которое организовал Сатибарзан. Также они считали, что первоначальная сдача Александру могла быть связана с желанием сохранить власть в своей сатрапии. Через некоторое время Сатибарзан мог решить, что поддержка Бесса для него предпочтительнее, так как даёт ему большую свободу.
Восстание Сатибарзана вынудило Александра Македонского отложить кампанию по завоеванию Бактрии. А. С. Шофман связывал с ним изменение политики Александра Македонского, который стал более осмотрителен при назначении на руководящие должности представителей покорённых народов. Успешный опыт подавления восстания Сатибарзана в завоёванной провинции путём отправки экспедиционного корпуса оказал определённое влияние на решение, принятое Александром при восстании Спитамена в Согдиане и Бактрии. Однако Спитамен выбрал более действенную, по сравнению с Сатибарзаном, тактику сопротивления македонянам и нанёс им чувствительное поражение у Политимета.

## В литературе
Сатибарзан упомянут в исторических художественных произведений об Александре Македонском «Огни на курганах» В. Яна и «В глуби веков» Л. Ф. Воронковой.